# Socket 603
Le socket 603 est un socket utilisé pour les microprocesseurs Intel Xeon. Il propose une fréquence de bus de 400 MHz.